# たんす屋
たんす屋株式会社（英: TANSUYA CO.,Ltd.）は、リユース着物の買取・販売を手掛ける日本の企業。まるやま・京彩グループの100%子会社。経営破綻した東京山喜の受け皿として設立された。

## 概要
「たんす屋」の屋号でリユース着物の買取・販売を手掛けていた東京山喜が、2020年に発生した新型コロナウイルスにより、同年4月20日に東京地方裁判所へ民事再生法適用を申請し、同年5月11日に民事再生手続開始決定を受けた。
当初はヤマノホールディングスとの間で民事再生スポンサーに関する基本合意書を締結し、事業をヤマノホールディングスへ譲渡するとしていたが、まるやま・京彩グループがヤマノホールディングス上回る金額を提示したことから、ヤマノホールディングスは同年6月30日をもって東京山喜との交渉を打ち切った。
まるやま・京彩グループは、2020年7月2日に、民事再生スポンサーに関する第一順位の優先交渉権を獲得。まるやま・京彩グループは東京山喜との間で再生スキームの協議に入っていたが、両社は同年8月19日に、リユース着物の販売・買取事業を同年7月22日にまるやま・京彩グループが設立したたんす屋株式会社へ同年9月1日付で譲渡することで合意。たんす屋は、同年9月1日付でリユース着物の販売・買取事業並びに43店舗を東京山喜から譲受した。本社は、親会社であるまるやま・京彩グループの本部所在地であるグループ本部と同じ神奈川県川崎市高津区に置かれる他、古物商許可も神奈川県川崎市を管轄している神奈川県公安委員会の許可を新規に取得している。

## 沿革
- 2020年
  - 7月22日 - 設立。
  - 9月1日 - 東京山喜からリユース着物の販売・買取事業を譲受。
- 2022年4月15日 - 登記上の本店を川崎市高津区へ移転。

## 店舗
現行店舗に関しては店舗一覧を参照。